# Lluneta

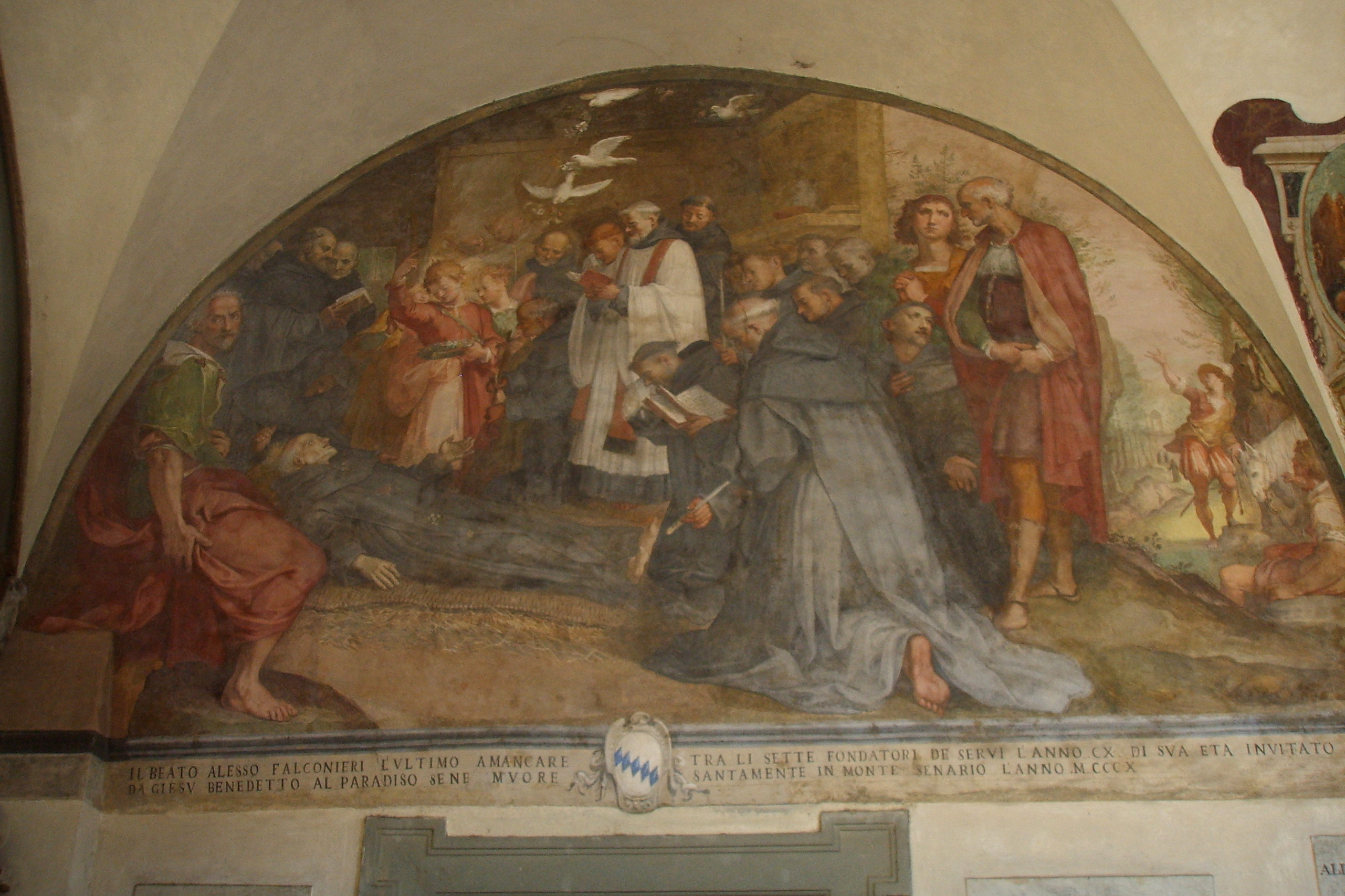
Fresc de Bernardino Poccetti, en una lluneta (Florència)

La lluneta és un element arquitectònic característic d'edificis coberts per voltes. És la porció de paret que resulta de la intersecció de la volta amb la mateixa paret. En el cas de voltes amb arcs, la lluneta adquireix la forma semicircular; també pot tenir formes d'ordres agut, rebaixat, el·líptic, etc. La lluneta és particularment interessant en la història de l'art, ja que sovint s'ha decorat amb pintures al fresc o d'un altre tipus, o escultures. Per similitud de forma, es denomina també lluneta l'espai existent entre l'arquitrau d'una porta i un arc superior. Finalment, es denomina lluneta la taula semicircular disposada com a rematada d'un retaule. La decoració de les llunetes amb escultures es va difondre en el període romànic per França i Espanya. Successivament es estendre també per algunes regions d'Itàlia, com Verona i Pisa.